# COMIC モエマックス
『COMIC モエマックス』（コミックモエマックス）は、モエールパブリッシングが2007年6月から2008年12月まで発行していた月刊から後に隔月刊化された漫画雑誌である。2008年6月号から540円から720円に値上げして隔月刊になり、判型は隔月刊化に伴い変更された。キャッチフレーズは『ちょっと過激な萌エロリ美少女コミック』だった。2009年6月にシーズ情報出版から『comic モエマックスJr.』が創刊された。 

## 概要
成年誌としては異色の『萌え』を前面に出した雑誌で、この分野では著名なイラストレーターが表紙を担当していた。

## 作家
- うるし原智志
- 土居坂崎
- みにおん
- ちんじゃおろおす
- どざむら
- こうのゆきよ
- さだこーじ
- せせなやう
- たいらはじめ

他